# Monotrema arthrophyllum
Monotrema arthrophyllum là một loài thực vật có hoa trong họ Rapateaceae. Loài này được (Seub.) Maguire mô tả khoa học đầu tiên năm 1958.